# تادوتسو، کاگاوا
تادوتسو، کاگاوا (به لاتین: Tadotsu, Kagawa) یک منطقهٔ مسکونی در ژاپن است که در استان کاگاوا واقع شده‌است. تادوتسو ۲۳٬۶۸۳ نفر جمعیت دارد.